# وزارة الاقتصاد والمالية (إيطاليا)
وزارة الاقتصاد والمالية (بالإيطالية: Ministero dell'Economia e delle Finanze)‏ ، والمعروفة أيضًا بالاختصار (MEF) ، هي وزارة تابعة للحكومة الإيطالية . وتشمل مسؤولياتها الإشراف على السياسة الاقتصادية والاستثمارات العامة والإنفاق. يقع المقر الرئيسي للوزارة في قصر (Palazzo delle Finanze) التاريخي في روما . الوزير الحالي لها في حكومة ميلوني هو جيانكارلو جيورجيتي .

## روابط خارجية
- "Official Website" (بالإنجليزية والإيطالية). Archived from the original on 2023-06-05.